# Akbesia davidi
Akbesia davidi is een vlinder uit de familie van de pijlstaarten (Sphingidae). De wetenschappelijke naam van de soort werd in 1884 gepubliceerd door Oberthur.